# 1401
Cette page concerne l'année 1401  du calendrier julien. Pour l'année 1401 av. J.-C., voir 1401 av. J.-C.
L'année 1401 est une année commune qui commence un samedi.

## Événements
- 8 janvier : Faradj, appelé au Caire par la nouvelle d'une sédition, quitte Damas[1].
- 10 janvier : le philosophe Ibn Khaldoun, qui accompagne le sultan mamelouk Faradj à Damas, rencontre Tamerlan qui le traite en illustre invité. Ibn Khaldoun passe plusieurs semaines en sa compagnie puis retourne au Caire[2].
- 25 mars : Tamerlan s'empare de Damas. La ville est incendiée et sa population massacrée, malgré le paiement d'une forte rançon. Les artistes, les artisans et les savants damascènes sont déportés à Samarkand[3].
- 9 juillet : Tamerlan prend Bagdad[4].
- 14 octobre, Inde : restauration du sultan de Delhi Mahmûd II[5]. Le vizir Mallu Ikbal, exilé à Baran, rentre à Delhi exsangue, ravagée par la famine et la peste, rappelle le sultan et gouverne à sa place.

- Le gouverneur Dilawar Khan, qui a accueilli le sultan Mahmûd II après le sac de Delhi, proclame l'indépendance du sultanat musulman du Mâlwa (fin en 1531)[6].
- Le Japon établit des relations officielles et commerciales avec la Chine des Ming. Le shogun Yoshimochi Ashikaga, considéré comme le souverain du Japon, se déclare vassal de la Chine et le commerce prend la forme d'un tribut[7].

### Europe
- 6 janvier : Robert Ier de Bavière est couronné roi des Romains à Cologne[8].
- 18 janvier et 11 mars : pacte de Wilno-Radom : Ladislas II Jagellon, roi de Pologne, et Vitold, grand-duc de Lituanie, réunissent la Pologne et la Lituanie[9].
- 23 février : procès de William Sawtrey[10]. Le Parlement anglais accorde à l’Église le droit de brûler les hérétiques (De haeretico comburendo). Elle en profite immédiatement pour envoyer au bûcher le Lollard William Sawtrey, prêtre à Saint Syth’s de Londres (26 février).
- 22 avril : le pirate allemand Klaus Störtebeker est vaincu par la flotte de Hambourg menée par Simon d'Utrecht vers Heligoland[11].
- 28 avril : la politique de faveur accordé par Sigismond de Hongrie à la famille des Cillei (Celje) suscite la jalousie d’autres familles[12]. Le roi est jeté en prison par les barons rebelles qui s’emparent du pouvoir. János Kanizsai prend le titre de chancelier de la couronne. Le roi est ensuite libéré le 29 octobre[13].
- 10 mai : amnistie royale accordée aux rebelles gallois[14].
- Mai : Amédée VIII de Savoie épouse Marie de Bourgogne[15].
- 25 mai : Martin le Jeune, seul roi de Sicile à la mort de Marie[16] (fin en 1409).
- 17 octobre : les troupes de Robert Ier sont battues par celles de Jean Galéas Visconti entre Brescia et le lac de Garde. L'empereur, qui voulait restaurer la suzeraineté impériale sur le Milanais, est forcé à la retraite[17].

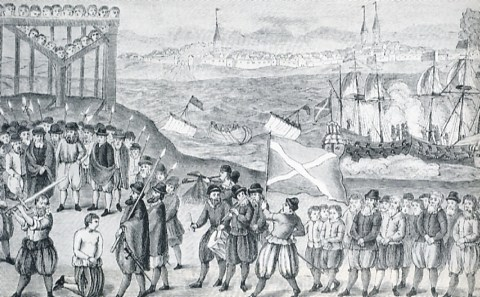
20 octobre : exécution des frères des victuailles

- 20 octobre : exécution à Hambourg de Klaus Störtebeker et de 73 pirates, les Frère des victuailles[18].
- 31 octobre : le maréchal Boucicaut entre à Gênes et en prend le commandement comme gouverneur du roi de France (fin en 1409)[19]. Il rétablit le calme par sa fermeté.
- 6 novembre : Battista Boccanegra, qui avait cherché à soulever les Génois contre les Français est décapité sur ordre de Boucicaut[20].

- La reine de France Isabeau de Bavière s’installe à l’hôtel Barbette[21]. Une coalition se forme contre le duc Louis d'Orléans entre la reine Isabeau et les ducs de Berry et de Bourgogne.

- Majorité d’Éric de Poméranie qui fait son Eriksgata[22]. La reine Margrethe continue à prendre toutes les décisions importantes, assistée de son chancelier Peder Jensen Lodehat, évêque de Roskilde. Elle maintient l’union de Kalmar, se faisant accepter de tous et adoptant une attitude prudente et évasive vis-à-vis des notables. Elle doit faire face à de grandes difficultés extérieures (attaques de Mecklembourgeois, menaces sur le Slesvig).
- Révoltes païennes contre les Teutoniques en Samogitie, brutalement réprimées (1401 et 1409)[23].
- Jan Hus est élu doyen de la faculté des arts de l’université de Prague[24].
- Lorenzo Ghiberti remporte le concours pour la réalisation de la porte Nord du baptistère Saint-Jean de Florence[25] - Début de la Renaissance à Florence.